# Afgeronde jeneverbesroest
Afgeronde jeneverbesroest (Gymnosporangium confusum) is een schimmel behorend tot de familie Gymnosporangiaceae. Het is een biotrofe parasiet die spermogonia en aecia vormt op bladeren, stengels en vruchten van de dwergmispel, lijsterbes, meidoorn, kweepeer, mispel en soms op de peer (Pyrus communis); en telia op oudere takken van Juniperus-soorten, maar niet op de jeneverbes (Juniperus communis). De telia worden in april/mei gevormd en zijn slechts gedurende korte tijd (enkele dagen) waar te nemen. 

## Kenmerken
Spermogonia
Spermogonia worden gevormd onder de epidermis aan de bovenzijde van de bladeren binnen de lichtgele tot kaneelbruine vlekken, evenals op de kelk van de bloemen. 
Aecia
Aecia groeien op jonge takken en daar sterke vervormingen veroorzaken. De aecia 1-2 mm zijn hoog. Op basis van de aecia, die aan de onderzijde van de bladeren gevormd worden, uitsluitend te onderscheiden met microscopische kenmerken. De wanden van de aecia zijn rimpelig en voorzien van langwerpige lijsten die doorlopen tot de rand van de cellen, maar ze zijn niet wrattig. Verder zijn de aecia niet eikelvormig. De aeciosporen hebben een bolvormige tot breed eironde vorm, soms iets hoekig. Ze hebben een diameter van 18-27 µm, een hyaliene (kleurloos en transparant) tot kaneelkleurige wand, en zijn fijn en dicht bedekt met wratten van 2-3 µm dik. Ze hebben 8-10 kiemen. De cellen van het peridium zijn ruitvormig.
Telia
Telia ontwikkelen zich binnen spoelvormige zwellingen op takjes en naalden. Het zijn cilindrische of afgeknotte kegels tot 8 mm hoog, 1-2 mm in diameter en bruin van kleur (roest na droging). De teliosporen hebben een grote vormvariabiliteit - van ellipsvormig tot cilindrisch-spil. Ze zijn 2-cellig, enigszins taps toelopend op het septum, met afgeronde of conische uiteinden, en afmetingen 35-60 × 19-30 µm. Ze hebben een hyaliene wand, kleur variërend van hyaliene tot kaneel, 0,5-2,5 urn dik. Er zijn 2 kiemporiën in elke cel.
Op de jeneverbes is het niet te onderscheiden van de peer-jeneverbesroest (Gymnosporangium sabinae).

## Verspreiding
De soort is wijdverbreid in Europa en Azië (India, Iran, Libanon, Pakistan, Turkije, Tajikistan, voormalige Sovjetrepublieken). De soort komt ook voor in Afrika (Algerije, Marokko, Tunesië) en Californië in de Verenigde Staten .
In Nederland komt de soort zeer zeldzaam voor.

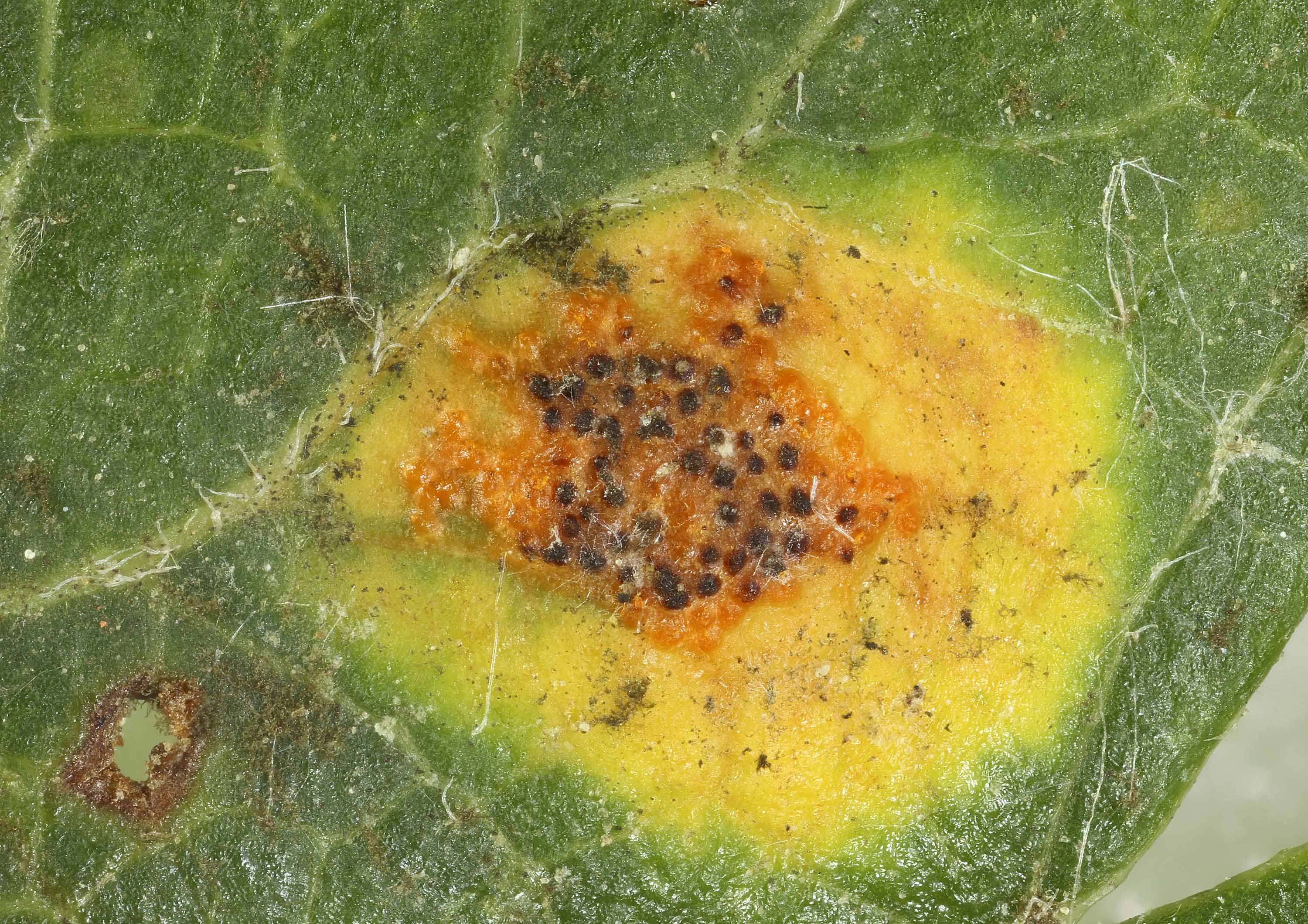
Spermogonia op eenstijlige meidoorn
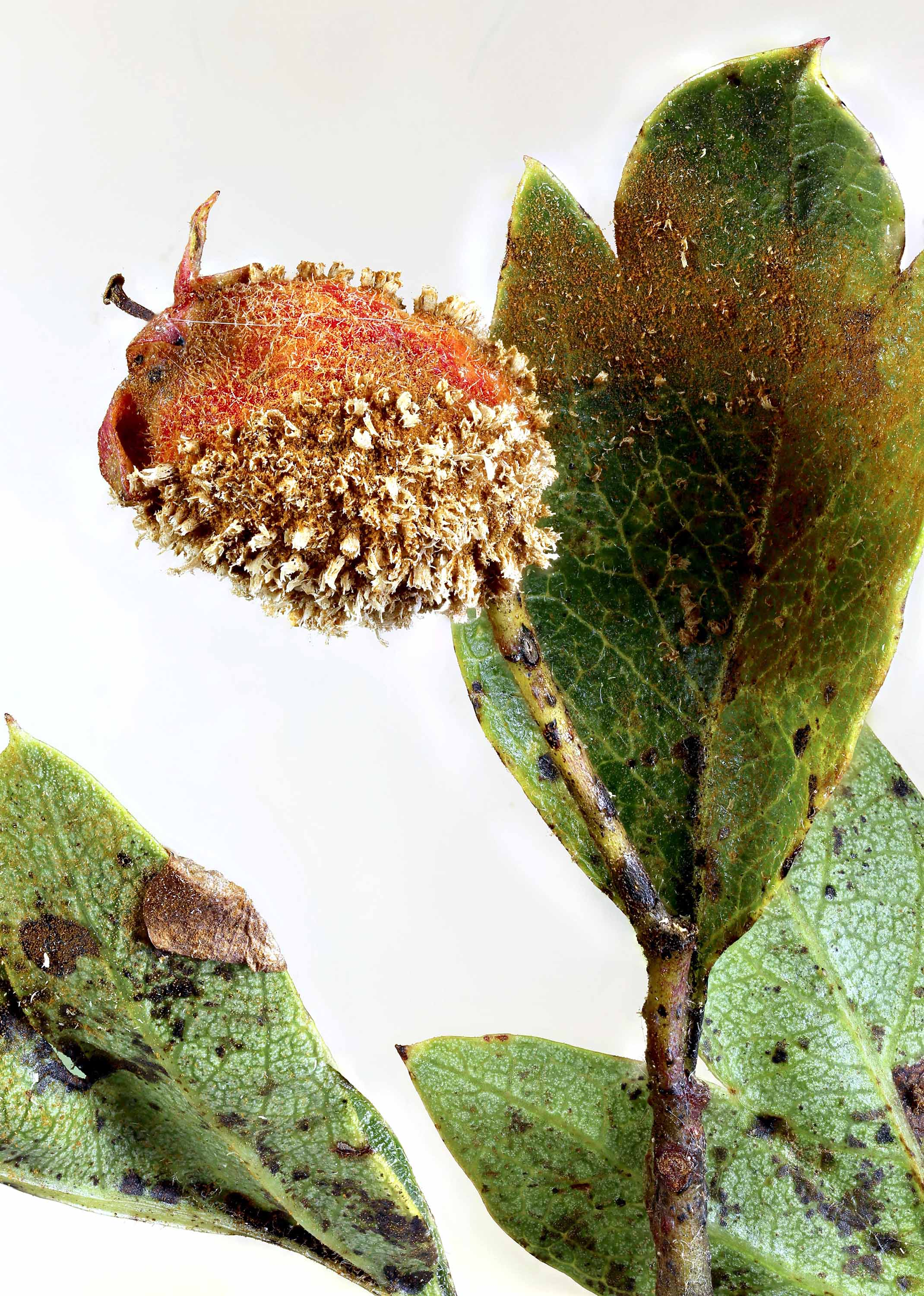
Acia op eenstijlige meidoorn
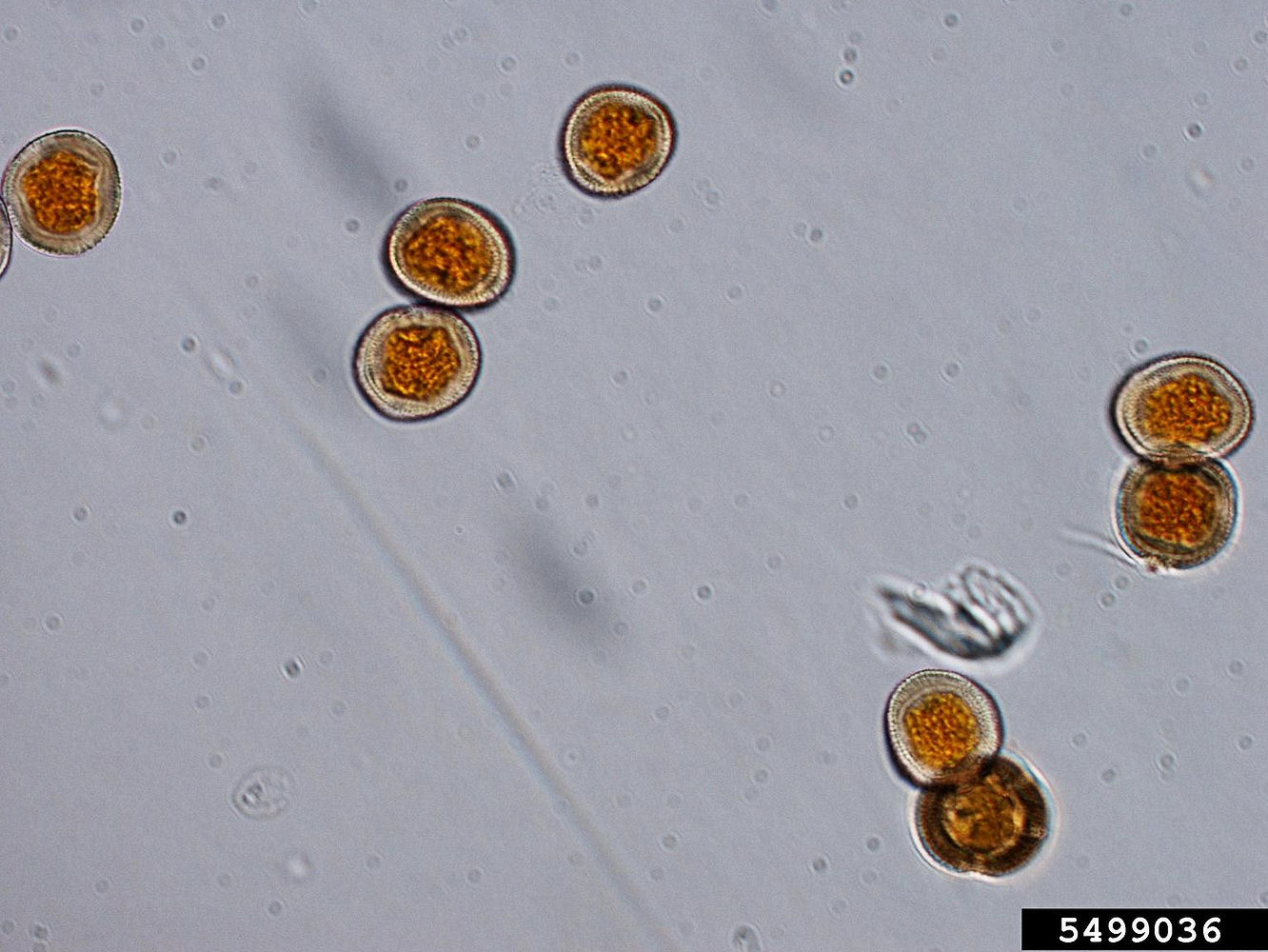
Aeciosporen op meidoorn
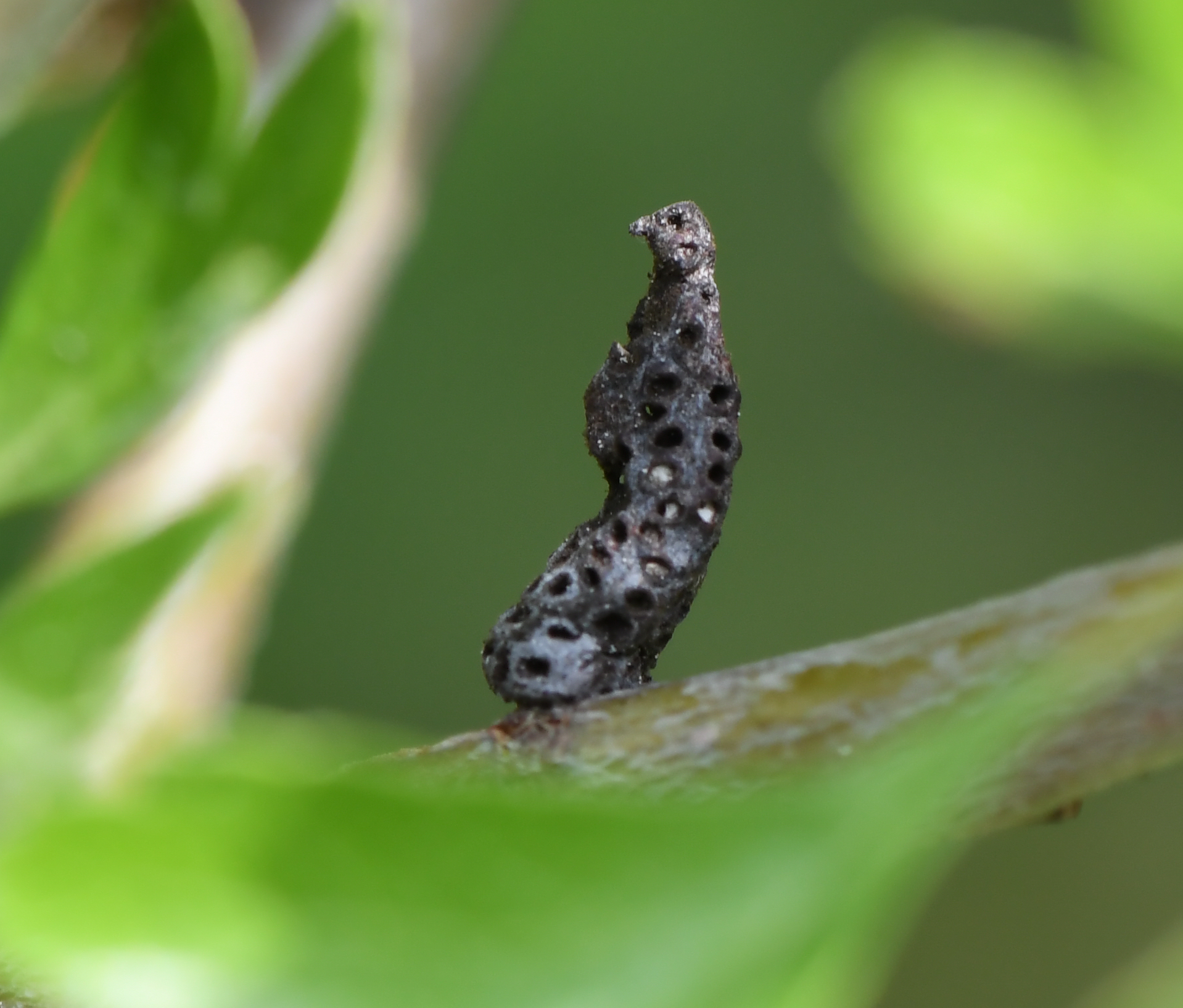
Telia